# Divignano
Divignano (piemontesisch Divignan, lombardisch Dimian) ist eine Gemeinde mit 1445 Einwohnern (Stand 31. Dezember 2023) in der italienischen Provinz Novara (NO), Region Piemont.
Die Nachbargemeinden sind Agrate Conturbia, Borgo Ticino, Marano Ticino, Mezzomerico, Pombia und Varallo Pombia.
Das Gemeindegebiet umfasst eine Fläche von 5 km².